# Henry Moore (10e comte de Drogheda)
Henry Charles Ponsonby Moore (21 avril 1884 - 22 novembre 1957)  est un fonctionnaire anglo-irlandais, un officier de l'armée britannique, un avocat et un pair.

## Biographie
Il est le fils de Ponsonby Moore, 9e comte de Drogheda et Anne Tower Moir. Il travaille comme commis au ministère des Affaires étrangères entre 1907 et 1917. Le 28 octobre 1908, il succède à son père et, en 1913, est élu pair représentant irlandais, lui donnant droit à un siège à la Chambre des lords. Ayant quitté le ministère des Affaires étrangères, le 31 juillet 1917, il entre dans les gardes irlandais et participe à la Première Guerre mondiale. En 1919, il est nommé Compagnon de l'Ordre de Saint-Michel et Saint-George. Il quitte l'armée en 1921.
Après avoir quitté l'armée, Drogheda suit une formation en droit et devient membre du Inner Temple. Pendant la Seconde Guerre mondiale, il est directeur général du ministère de la Guerre économique entre 1942 et 1945. Le 1er janvier 1945, il est fait chevalier commandeur de l'Ordre de Saint-Michel et Saint-George. Entre 1946 et 1957, il est président de comités et vice-président de la Chambre des lords et, en 1951, il est nommé membre du Conseil privé du Royaume-Uni. Le 30 janvier 1954, il est nommé baron Moore, de Cobham dans le comté de Surrey dans la pairie du Royaume-Uni, lui donnant ainsi, ainsi qu'à ses descendants, des sièges automatiques à la Chambre des lords.
Entre 1918 et 1922, Drogheda est le dernier Lord Lieutenant de Kildare. Drogheda s'est marié deux fois, à Kathleen Pelham Burn et Olive Mary Meatyard, et est remplacé par son fils aîné de son premier mariage, Charles Moore (11e comte de Drogheda).